# Riikka Lehtonen
Riikka Hannele Lehtonen (Kangasala, 24 luglio 1979) è una pallavolista finlandese.
Gioca nel ruolo di schiacciatrice.

## Carriera
La carriera di Riikka Lehtonen inizia nel 1995 con l'Oriveden Ponnistus, quando fa il suo esordio nel massimo campionato finlandese: resta legata al club per tre stagioni vincendo uno scudetto e due coppe di Finlandia. Nella stagione 1998-99 passa all'Euran Raiku, con il quale vince nuovamente il campionato. In questo periodo ottiene anche le prime convocazioni in nazionale, ma durante l'arco della sua carriera non riuscirà ma a raggiungere grossi risultati con la squadra.
Nella stagione 1999-00 viene ingaggiata da La Rochette Volley, club militante nella Pro A francese, dove resta per due annate, prima di passare al più quotato Racing Club de France: con la squadra della Costa Azzurra resta legata per tre stagioni, vincendo altrettanti campionati, due Coppe di Francia e due Champions League consecutive.
Nella stagione 2004-05 va a giocare in Italia, nel Vicenza Volley, in Serie A1, mentre in quella seguente è al Volley Bergamo con la quale si aggiudica campionato e Coppa Italia. Dopo una parentesi nel campionato giapponese con le NEC Red Rockets, viene ingaggiata dalla squadra turca del VakıfBank Güneş Sigorta Spor Kulübü, con la quale ottiene la vittoria della Challenge Cup 2007-08, dove viene premiata come miglior attaccante.
Nella stagione 2008-09 torna nuovamente in Italia, nella Pallavolo Villanterio di Pavia, ma nel mese di dicembre, a causa di problemi con la società, si trasferisce nel club greco dell'Olympiakos Pireo. Nell'annata 2009-10 è nella Pallavolo Sirio Perugia, mentre in quella successiva è nell'İqtisadçı Voleybol Klubu, militante nel massimo campionato azero.
Nella stagione 2011-12 viene ingaggiata dal River Volley Piacenza, mentre nella stagione successiva passa alla neopromossa Crema Volley: tuttavia nel dicembre 2012, a causa dei problemi finanziari della società, lascia la squadra per trasferirsi momentaneamente al LP Kangasala, con cui si aggiudica la Coppa di Finlandia 2012; a gennaio 2013 passa all'Azərreyl Voleybol Klubu, tuttavia senza completare la stagione.

## Palmarès

### Club
- Campionato finlandese: 2

1996-97, 1998-99
- Coppa di Finlandia: 3

1996, 1997, 2012
- Campionato francese: 3

2001-02, 2002-03, 2003-04
- Campionato italiano: 1

2005-06
- Coppa di Francia: 2

2002-03, 2003-04
- Coppa Italia: 1

2005-06
- CEV Champions League: 2

2001-02, 2002-03
- Challenge Cup: 1

2007-08

### Premi individuali
- 2008 - Challenge Cup: Miglior attaccante
- 2011 - Superliqa azera: Miglior ricevitrice